# Desiderius von Fontenelle
Desiderius von Fontenelle (* unbekannt; † um 700) war ein Adliger und der Sohn von Waningus. Später war er Mönch in der Abtei Saint-Wandrille.
Einzig in der zweiten Lebensbeschreibung des Wandregisel wird er als besonders würdiger Mönch und daher als Heiliger erwähnt. Ansonsten ist über ihn nichts bekannt.
Nach der Aufgabe von Saint-Wandrille in der Mitte des 9. Jahrhunderts wurden seine Reliquien nach Gent in Belgien übertragen.
Sein Gedenktag (katholisch) ist der 18. Dezember.